# The Marine
The Marine is een Amerikaanse actiefilm geproduceerd door WWE Studios uit 2006. De hoofdrollen worden gespeeld door John Cena, Robert Patrick en Kelly Carlson.
De film haalde ruim 20 miljoen dollar op aan de bioscoopkassa's en kreeg in 2009 een vervolg, dat meteen op dvd uitkwam.

## Verhaal
John Triton wordt ontslagen uit het Amerikaanse marinierskorps nadat hij tijdens een missie in Irak een direct bevel negeerde. Terug thuis verliest hij al na één dag zijn nieuwe baantje als bewakingsagent. Zijn vrouw Kate besluit dat ze samen een keer op reis moeten gaan en de volgende dag vertrekken ze.
Intussen pleegt een bende onder leiding van Rome een gewelddadige overval op een juwelier. Daarbij vallen enkele doden en als de bende met voor enkele miljoenen aan diamanten weer buiten staat, openen ze het vuur op een politiewagen, waarbij opnieuw doden vallen.
De paden van John en Kate en de bende kruisen elkaar bij een afgelegen tankstation. Als daar ook een patrouillewagen van de politie stopt beginnen de misdadigers te schieten, gijzelen Kate en gaan er met haar vandoor in Johns wagen. Die neemt de wagen van de doodgeschoten agenten en gaat hen achterna.
De misdadigers doorzeven de politiewagen met kogels tot deze in een rivier stort. Omdat Johns wagen stuk is en ook omdat de politie hen intussen op de hielen zit besluit Rome te voet door het nabijgelegen moerasland te trekken. Ze bereiken een huisje op de rivieroever. John is hen echter achterna gekomen en schakelt de bendeleden een voor een uit tot enkel Rome en diens vriendin Angela overblijven.
Die gaan er met Kate vandoor en stelen onderweg een vrachtwagen. John achtervolgt hen ongezien in een motorboot. Verderop springt John op de vrachtwagen en doodt Angela. Met haar verliest Rome ook zijn gestolen diamanten. Die krijgt John van de trekker door tegen een schuur te rijden en rijdt het voertuig vervolgens in het water met Kate binnenin vastgemaakt.
Dan ontstaat een handgemeen tussen John en Rome waarbij die eerste overwint. John duikt het water in en haalt de inmiddels bewusteloze Kate naar boven. Hij kan haar reanimeren waarop de zwaargewonde Rome John aanvalt maar na een kort gevecht het leven laat.

## Rolbezetting
| Acteur             | Personage   | Opmerkingen                 |
| ------------------ | ----------- | --------------------------- |
| John Cena          | John Triton |                             |
| Kelly Carlson      | Kate Triton | Johns vrouw                 |
| Robert Patrick     | Rome        | Bendeleider                 |
| Anthony Ray Parker | Morgan      | Bendelid                    |
| Abigail Bianca     | Angela      | Bendelid en Rome's vriendin |
| Manu Bennett       | Bennett     | Bendelid                    |
| Damon Gibson       | Vescera     | Bendelid                    |
| Jerome Ehlers      | Van Buren   | Corrupte rechercheur        |

## Achtergrond

### Productie
Het script voor The Marine werd oorspronkelijk geschreven met acteur Al Pacino in gedachten voor de rol van Rome en Stone Cold Steve Austin als Triton. Toen Austin en WWE in 2004 hun samenwerking beëindigden, kreeg John Cena de rol van Triton. Al Pacino sloeg het aanbod om Rome te spelen af, daar hij het salaris te laag vond. Ray Liotta was een mogelijke tweede keuze voor de rol, maar uiteindelijk kreeg Robert Patrick de rol van Rome.
De eerste opnames werden in 2005 voltooid. Opnames werden onder andere gemaakt in Movieworld in Gold Coast, Australië.

### Uitgave en ontvangst
De film werd overwegend negatief beoordeeld door critici. Jim Slotek van de Toronto Sun omschreef de film als “zo saai, dat het mogelijk hersenschade kan veroorzaken”. Ook werd de manier waarop de marinemissies in Irak werden neergezet in de film bekritiseerd. Een derde punt van kritiek was dat de film geen respect zou tonen voor de echte marine.
De film werd wel redelijk bezocht, maar nog steeds niet daverend goed. De film bracht in totaal 22.165.608 dollar op, net genoeg om het productiebudget van 20 miljoen terug te verdienen. Daarmee was The Marine WWE Studios' succesvolste film.